# Pseudociência burguesa
Pseudociência burguesa (em russo:  буржуазная лженаука) era um termo usado na União Soviética para condenar determinadas disciplinas científicas consideradas inaceitáveis de um ponto de vista ideológico.